# 驛馬車 (電影)
《驛馬車》（英語：Stagecoach）是一部1939年由約翰·福特導演的經典西部片。由克萊兒·崔華、約翰·韋恩主演。本片是約翰·韋恩的成名之作。
《驛馬車》與1946年的《俠骨柔情》、1956年的《搜索者》、1962年的《雙虎屠龍》並列，在約翰·福特執導的眾多著名西部片中，被視為出類拔萃的巔峰之作。約翰·福特常用的場景、後來成為美國西部經典意象之一的紀念碑山谷，於本片首次出現。《驛馬車》曾在1966年被重拍電影，以及在1986年重拍電視版本。

## 劇情
在1885年的夏季，一辆驿车载着9个形色不同的人：有去军营探望丈夫的孕妇、酗酒成性的医生、被驱逐的妓女、赌棍、越狱犯、追捕逃犯的警官、卷款潜逃的银行家，心胸狭窄的酒商、以及胆小怕事的马车夫。他们离开亚利桑那州的通特市，前往新墨西哥州罗特斯堡市。在通过州界河之后，遭到了印第安人的进攻，双方展开了一场激烈的追逐与枪战。由于寡不敌众，驿车上的人马上就要被全部消灭，这时驻军守备队及时援救了他们。在到达目的地之后，越狱犯得到了警官的同情，找到了仇人并报了仇，又在警官的同意下带着自己心爱的人奔向新生活。

## 得獎
《驛馬車》得到第十二届奧斯卡金像獎的兩個獎項：最佳原创音乐奖、最佳男配角奖；也獲得五項提名：最佳影片奖、最佳導演奖、最佳艺术指导奖、最佳剪辑奖、最佳攝影獎等。本片亦得到紐約影評人協會的最佳導演奖。
這部影片也因為它「文化上、歷史上、美學上」的重要價值，被選為美國國家電影保護局（National Film Preservation Board）指定收藏。

## 外部連結
- 互联网电影数据库（IMDb）上《Stagecoach》的资料（英文）
- Stage to Lordsburg by Ernest Haycox